# Samseong Jungang (métro de Séoul)
Samseong Jungang (en coréen : 삼성중앙역) est une station de passage de la ligne 9du métro de Séoul. Elle est située, sous la Bongeunsa-ro, dans l'arrondissement de Gangnam-gu, à Séoul en Corée du Sud.
Ouverte en 2015 sur la ligne 9. Elle est desservie par les rames omnibus qui circulent sur la ligne 9.

## Situation sur le réseau

Plan du réseau (2023)

La station de passage Samseong Jungang de la ligne 9 du métro de Séoul, est situé entre la station Seonjeongneung, en direction du terminus nord/ouest Gaehwa, et la station Bongeunsa, en direction du terminus sud/est VHS Medical Center.

## Histoire
La station de passage Samseong Jungang, de La ligne 9 est mise en service lors du prolongement de la ligne de Sinnonhyeon à Complex Sportif le 28 mars 2015 puis la ligne est de nouveau prolongé jusqu'au terminus, actuel, VHS Medical Center le 1er décembre 2018.

## Services aux voyageurs

### Accès et accueil
La station dispose de 7 accès numérotés 1 à 7. Elle est organisée sur deux niveaux souterrains reliés par des escaliers et des ascenseurs. Elle est équipée d'automates notamment pour l'achat titres de transport.

### Desserte
Samseong Jungang est desservie par les rames omnibus qui circulent sur la ligne 9.

Instatllations
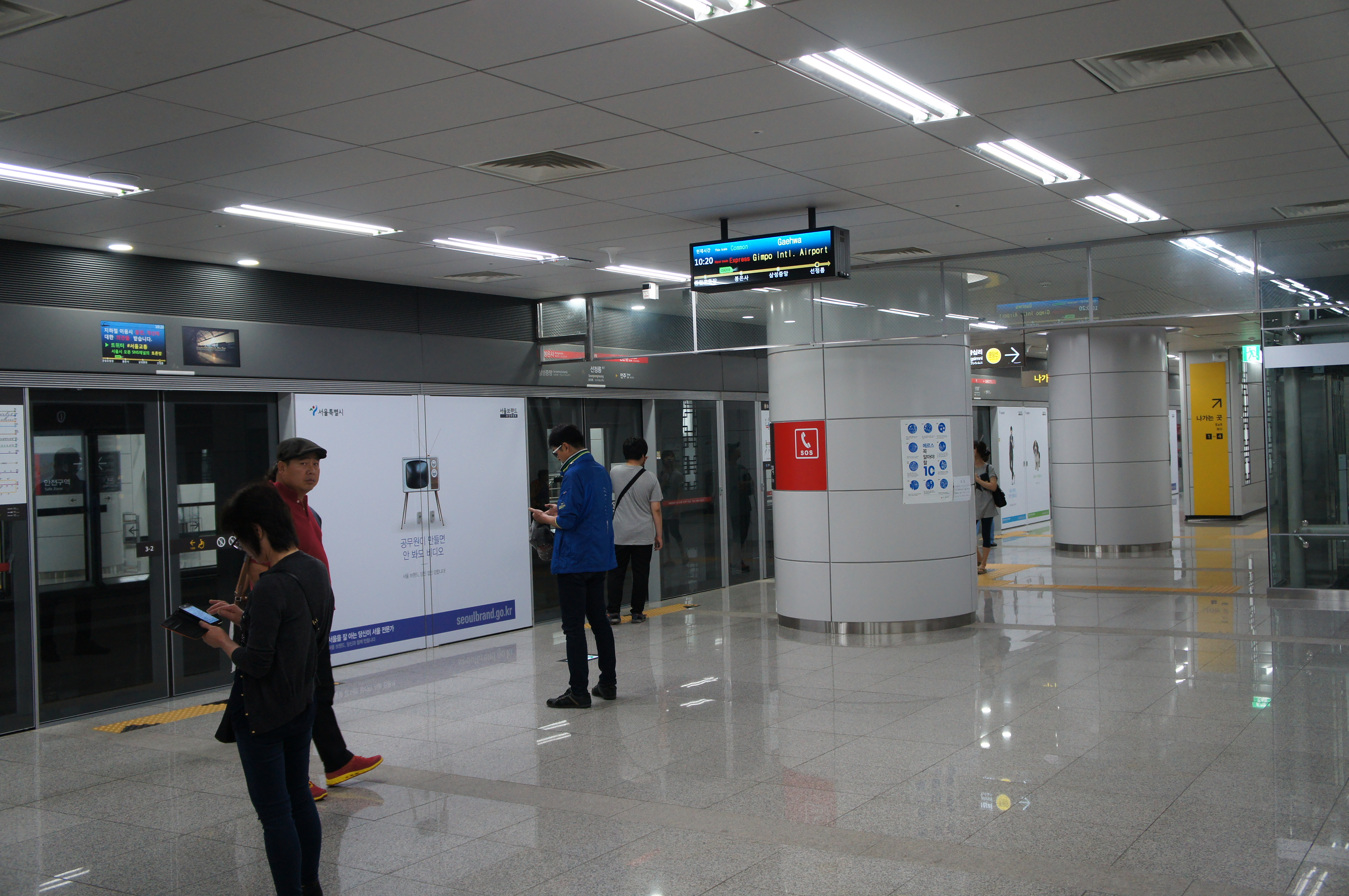
En 2015.
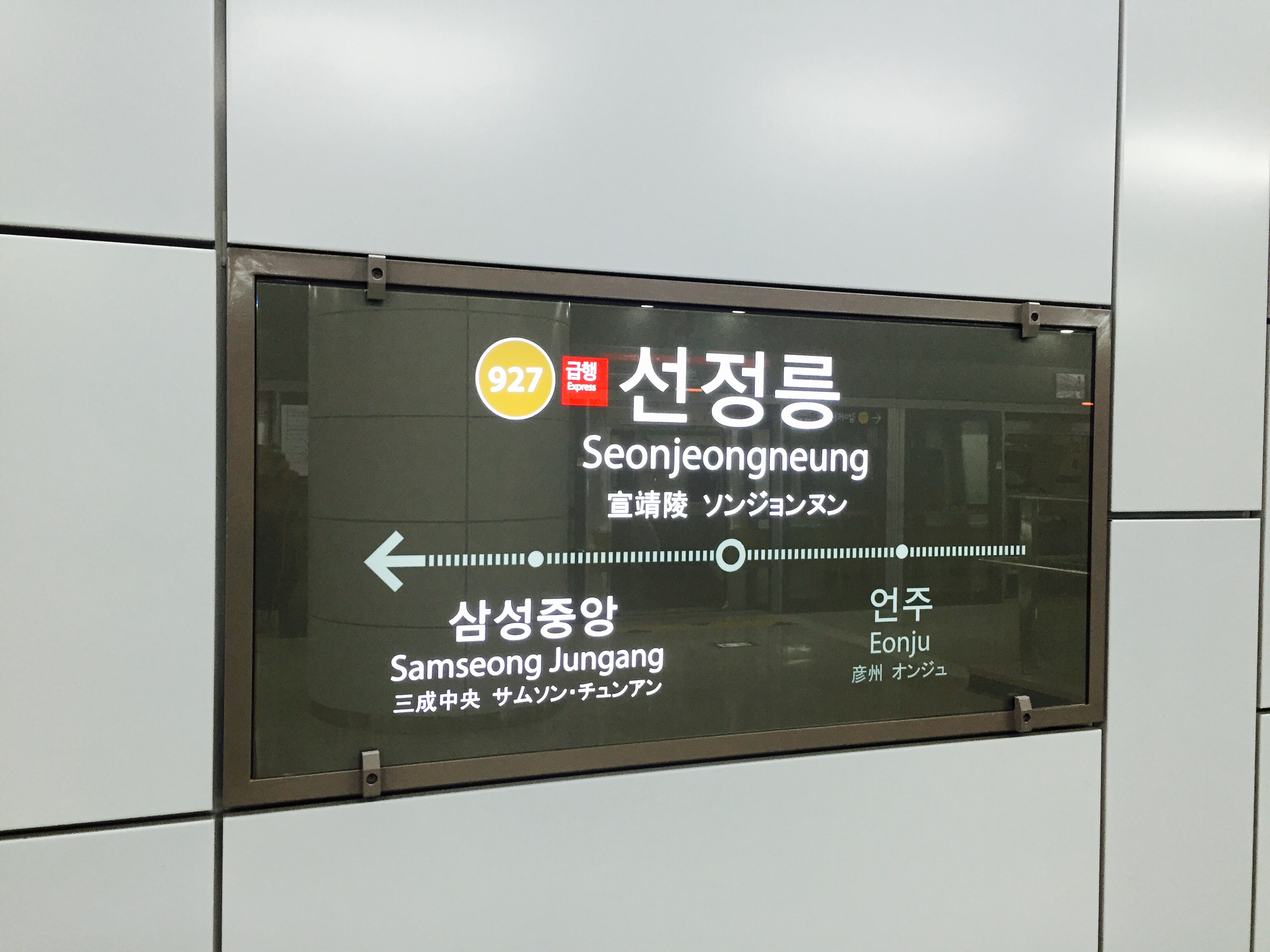
En 2015.
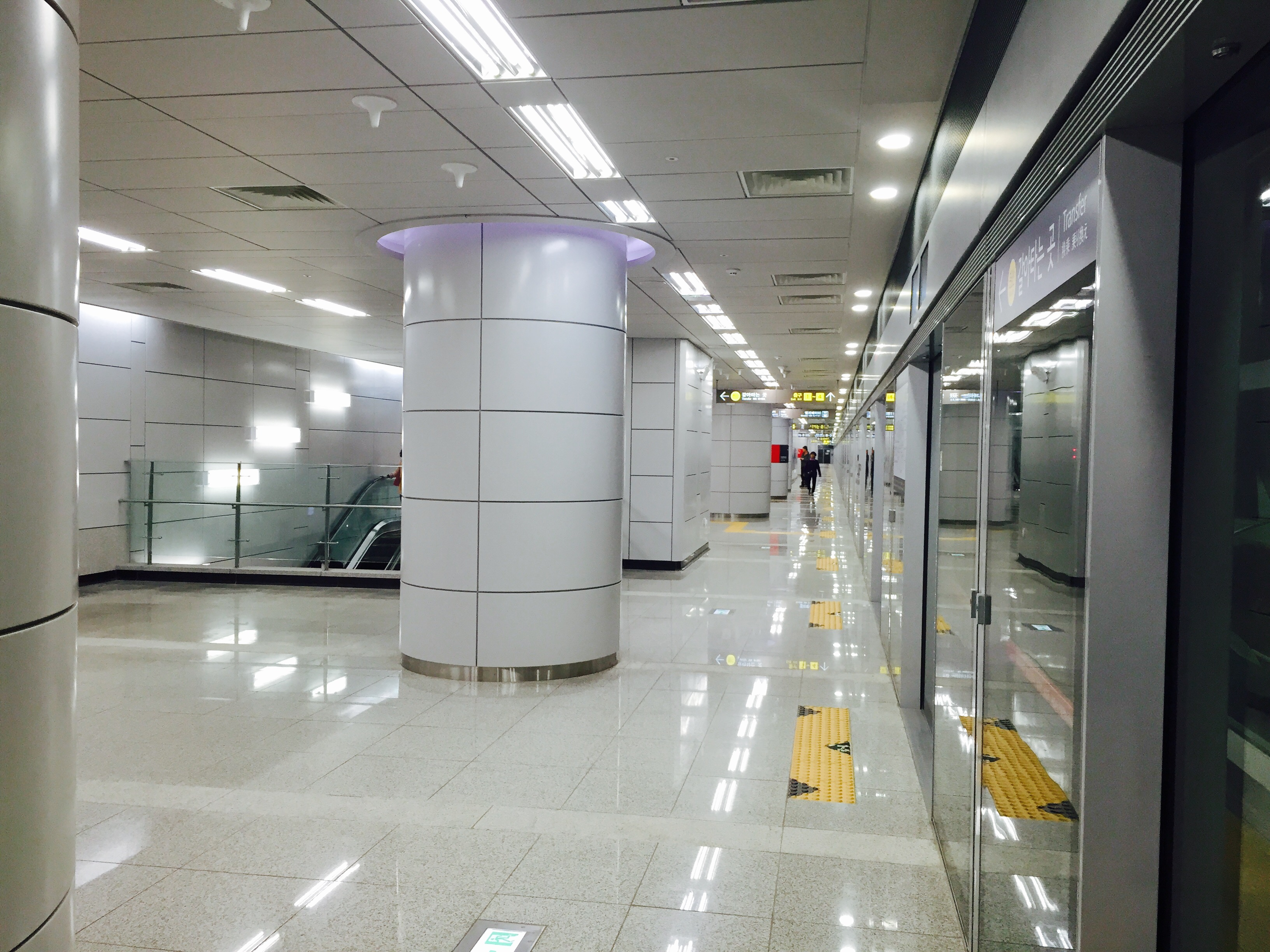
En 2015.

## À proximité
Notamment les sites historiques du temple de Bongeunsa et les tombeaux royaux de Seonjeongneung (voir Tombes royales de la dynastie Joseon).